# Bankisus oculatus
Bankisus oculatus is een insect uit de familie van de mierenleeuwen (Myrmeleontidae), die tot de orde netvleugeligen (Neuroptera) behoort. 
Bankisus oculatus is voor het eerst wetenschappelijk beschreven door Navás in 1912.